# NGC 2277
NGC 2277 في الفهرس العام الجديد، هي مجرة، تقع في كوكبة التوأمان. اكتشفت في 20 أبريل 1865 بواسطة هاينريش لويس دريست.

## روابط خارجية
- NGC 2277 على موقع ويكي سكاي: DSS2, SDSS, GALEX, IRAS, Hydrogen α, X-Ray, Astrophoto, Sky Map, Articles and images